# Portabel mediaspelare
Portabel mediaspelare, PMP (Portable Media Player), är en vanlig beteckning på en bärbar mediaspelare. Det vill säga en elektronisk apparat som kan spela upp flera typer av medier (till exempel ljud, video och radio). En mobiltelefon kan vara en sådan apparat, men även digitalkameror, MP3-spelare, MP4-spelare och många andra typer av nya digitala apparater. Den 24 januari 2013 införs en EU-standard med krav på volymspärr vid 85 decibel för portabla mediaspelare med hörlurar.

## Några exempel på produkter

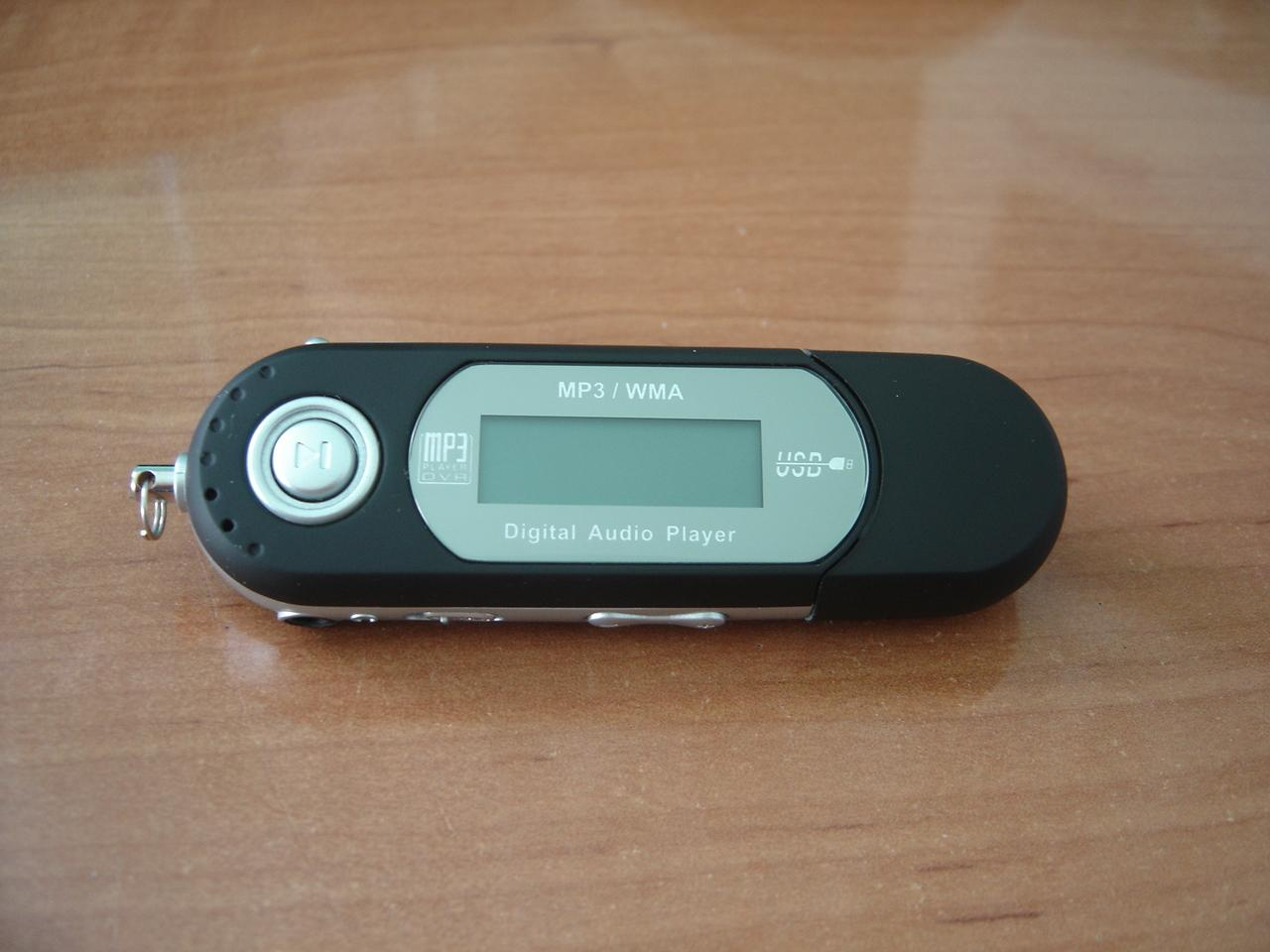
Mp3-spelare

- MPMan som var den första mp3-spelaren i världen som lanserades 1998.
- Apples Iphone
- Apples Ipod (sedan den försågs med stöd för bilder och video)
- ARCHOS 504
- Nokia N93
- Samsungs digitalkamera NV3
- Sony Ericsson P990i